# 가브리엘 포레
가브리엘 위르뱅 포레(프랑스어: Gabriel Urbain Fauré, 1845년 5월 12일 - 1924년 11월 4일)는 프랑스의 작곡가이자, 오르가니스트, 피아니스트, 교사였다. 파리의 니데르마이어 음악학교에서 공부하고, 카미유 생상스에게서 가르침을 받았으며, 교회의 오르간 연주도 하였다. 파리 음악원의 원장을 역임하였고, 제자로는 모리스 라벨 등 뛰어난 음악가가 많이 있다. 클로드 드뷔시보다 앞서서 현대 프랑스 음악의 기초를 닦았다고 할 수 있다. 실내악이나 가곡에 뛰어난 작품이 많다. 작품에 현악 4중주곡, 피아노 5중주곡, 바이올린 소나타가 있으며, 그중 종교 음악의 걸작인 〈진혼곡〉, 가곡 〈꿈을 꾼 후에〉, 〈달빛〉 등이 유명하다. 가장 널리 알려진 작품들은 일반적으로 초기 작품들이지만, 후기 작품들은 화성적으로나 선율적으로 더욱 복잡한 스타일을 띠며, 높이 평가받는다.
포레는 예술을 존중하는 집안에서 태어났으나, 특별히 음악적 전통이 있는 가문은 아니었다. 그러나 어린 시절부터 음악적 재능을 보였으며, 9세 때 파리의 니더마이어 음악학교(École Niedermeyer)에 보내져 교회 오르가니스트와 합창 지휘자로서의 교육을 받았다. 특히 카미유 생상스의 가르침을 받았는데, 생상스는 포레의 평생 친구이자 멘토가 되었다.
1865년 학교를 졸업한 후, 포레는 오르가니스트와 교사로 활동하며 검소한 생활을 이어갔다. 이로 인해 작곡에 할애할 시간이 부족했다. 중년에 접어들어 성공을 거두면서도, 라마들렌 성당의 오르가니스트, 파리 음악원의 원장 등 중요한 직책을 맡았기 때문에 여전히 작곡에 몰두할 시간이 부족했다. 따라서 여름마다 시골로 떠나 작곡에 집중할 시간을 따로 마련해야 했다.
말년이 되자, 포레는 프랑스에서 동시대 최고의 작곡가로 인정받았으며, 1922년 프랑스 공화국 대통령이 주관하는 전례 없는 국가적 음악 헌정식이 파리에서 열렸다. 그러나 프랑스 외 지역에서는 그의 음악이 널리 받아들여지는 데 수십 년이 걸렸으며, 예외적으로 영국에서는 생전에 많은 팬을 보유했다.
포레의 음악은 낭만주의의 끝과 20세기 2/4분기의 모더니즘을 연결하는 음악으로 묘사된다. 그가 태어났을 때는 프레데리크 쇼팽이 여전히 작곡을 하고 있었으며, 사망할 즈음에는 재즈와 제2빈악파의 무조 음악이 연주되고 있었다. 말년 20년 동안에는 점점 심각한 난청에 시달렸다. 이 시기의 작품들은 그의 초기 음악이 지닌 매력과는 달리, 때로는 모호하고 내성적이며, 때로는 격렬하고 열정적인 성격을 띠었다.
《그로브 음악 및 음악가 사전(Grove Dictionary of Music and Musicians)》은 포레를 프랑스에서 그의 세대 중 가장 진보적인 작곡가로 평가하며, 그의 화성 및 선율 혁신이 후대 음악 이론 교육에도 영향을 미쳤다고 기록하고 있다. 그러나 

## 주요 작품

### 피아노

#### 독주곡
- 소나타 바장조(1863)
- 마주르카 내림 나장조 작품번호 32(1875년 추정)
- 발라드 올림 바장조 작품번호 19(1877~79)
- 주제와 변주곡 올림 다단조 작품번호 73(1895)
- 9개의 전주곡 작품번호 103(1909~10)
- 13개의 야상곡
  - 1번 내림 마단조 작품번호 33의 1(1875년경)
  - 2번 나장조 작품번호 33의 2(1881년경)
  - 3번 내림 가장조 작품번호 33의 3(1883)
  - 4번 내림 마장조 작품번호 36(1884)
  - 5번 내림 나장조 작품번호 37(〃)
  - 6번 내림 라장조 작품번호 63(1894)
  - 7번 올림 다단조 작품번호 74(1898)
  - 8번 내림 라장조 작품번호 84의 8(1902)
  - 9번 나단조 작품번호 97(1908년 추정)
  - 10번 나단조 작품번호 99(1908)
  - 11번 올림 바단조 작품번호 104의 1(1913)
  - 12번 마단조 작품번호 107(1915)
  - 13번 나단조 작품번호 119(1921)
- 13개의 뱃노래
  - 1번 가단조 작품번호 26(1881년 추정)
  - 2번 사장조 작품번호 41(1885)
  - 3번 내림 사장조 작품번호 42(1885)
  - 4번 내림 가장조 작품번호 44(1886)
  - 5번 올림 바단조 작품번호 66(1894)
  - 6번 내림 마장조 작품번호 70(1895년 추정)
  - 7번 라단조 작품번호 90(1905)
  - 8번 내림 라장조 작품번호 96(1906)
  - 9번 가단조 작품번호 101(1908~9)
  - 10번 가단조 작품번호 104의 2(1913)
  - 11번 사단조 작품번호 105(1913)
  - 12번 내림 마단조 작품번호 106bis(1915)
  - 13번 다장조 작품번호 116(1921)
- 4개의 왈츠 기상곡
  - 1번 가장조 작품번호 30(1882)
  - 2번 내림 라장조 작품번호 38(1884)
  - 3번 내림 사장조 작품번호 59(1887~93)
  - 4번 내림 가장조 작품번호 62(1893~4)
- 5개의 즉흥곡
  - 1번 내림 마장조 작품번호 25(1881)
  - 2번 바단조 작품번호 31(1883)
  - 3번 내림 가장조 작품번호 34(〃)
  - 4번 내림 라장조 작품번호 91(1905~6)
  - 5번 올림 바단조 작품번호 102(1908~9)

#### 연탄곡
- 교향 알레그로 작품번호 68(1895)

### 실내악

#### 바이올린과 피아노
- 소나타 1번 가장조 작품번호 13(1875~76)
- 자장가 작품번호 16(1879)
- 로망스 내림 나장조 작품번호 28(1883)
- 소나타 2번 마단조 작품번호 108(1916~17)

#### 첼로와 피아노
- 슬픈 노래 작품번호 24(1880)
- 시실리엔느 작품번호 78(1898)
- 소나타 1번 라단조 작품번호 109(1917)
- 소나타 2번 사단조 작품번호 117(1921)

#### 플루트와 피아노
- 환상곡 작품번호 79(1898)

#### 피아노와 현악 앙상블
- 피아노 4중주 1번 다단조 작품번호 15(1876~79)
- 피아노 4중주 2번 사단조 작품번호 45(1887)
- 피아노 5중주 1번 라단조 작품번호 89(1887~95)
- 피아노 5중주 2번 다단조 작품번호 115(1919~21)
- 피아노 3중주 라단조 작품번호 120(1922~3)

#### 그 밖
- 즉흥곡 작품번호 86(하프)(1904)
- 현악 4중주 마단조 작품번호 121(1924)

### 가곡
이 밖에도 많은 가곡들이 있다.
- 달빛 작품번호 46의 2(1887)
- 5개의 멜로디 작품번호 58(1891)
- 다정한 노래 작품번호 61(1892~94)
- 더 부드러운 길(마드리갈) 작품번호 87의 1(1904)
- 이브의 노래 작품번호 95(1906~10)
- 둘러싸인 정원 작품번호 106(1914)
- 환상들 작품번호 113(1919)
- 가공의 지평선 작품번호 118(1921)

### 합창
- 장 라신 찬송가 작품번호 11(1865)
- 마드리갈 작품번호 35(1883)
- 진혼곡 작품번호 48(1877, 87~93)
- 성체 안의 예수 작품번호 65의 1(1894)
- 성모송 내림 가장조 작품번호 67의 2(1895)

### 관현악 및 협주곡
- 교향곡 바장조 작품번호 20(1865~74)
- 파반느 올림바단조 작품번호 50(1887)
- 칼리굴라 작품번호 52(1888)
- 돌리 조곡 작품번호 56(1894~96)
- 샤일록 작품번호 57(1890)
- 펠레아스와 멜리장드 작품번호 80(1900)
- 피아노와 관현악을 위한 환상곡 사장조 작품번호 111(1918)
- 바이올린 협주곡 라단조 Op.14
- 마스크와 베르가마스크 작품번호 112(1919)

### 오페라
- 프로메테우스 작품번호 82 (1900년에 초연)
- 페넬로페 WoO.29 (1913년에 초연)